# نورمحل
نورمحل (انگلیسی: Nurmahal) یک شهر در بخش جالندهر در ایالت پنجاب هند است. این شهر با شهرهای مجاور فیلاور و ناکودار از طریق جاده‌ای که در امتداد خطوط راه‌آهن قرار دارد، متصل می‌شود.